# Icetaone e Ipsipilo
Nella mitologia greca, Icetaone e Ipsipilo erano due fratelli, figli di Lepetinno di Monenia. 

## Il contesto
Durante la guerra di Troia, (probabilmente verso l'inizio del terzo anno di guerra) Achille inizia le sue scorrerie, che inizialmente consistevano solo nel depredare le terre di Tracia con l'amico Ulisse, dirigendosi verso Lesbo. Le fonti divergono su questo punto, chi dice che Achille sia andato insieme ad altri Achei poiché il re dell'isola, Macaèro, era alleato dei Troiani; altre fonti dicono che l'assedio a Ilio era noioso per Achille e dunque egli volendo nuove conquiste, e stufo di essere comandato da Agamennone, si volge a Lesbo, in cerca di gloria. Lascia sull'Ellesponto 20 navi, e ne porta 30 con sé. Qui assedia la città di Monenia, che viene rasa al suolo senza lasciare superstiti. La città ad oggi non si sa identificare, se non come una città portuale situata al nord di Lesbo. Qui stanno Icetaone e Ipsipilo, due combattenti, figli di Lepetinno, re di Monenia, che però non riescono a difendere la rocca. 

## La storia di Pedasa
A Monenia la figlia di Lepettino, Pedasa, si innamora follemente di Achille vedendolo dalle mura e si butta nella mischia. Qui però Eudoro per errore la uccide. Da quel giorno la città venne chiamata Pedaso, come l'omonima città sul fiume Satnioente, forse anche essa saccheggiata da Achille.

## La morte
Icetaone e Ipsipilo scapparono alla capitale Methimna, dove si trovava l'alleato Lampeto, il re Iro e il re di Lesbo Macaero, con sua figlia Pisidice. Achille scoprì da una delle sue spie che Pisidice è innamorata di lui. Lei gli chiede in una lettera,  di sposarla se lei lo aiuterà ad entrare in città. Lui chiede di incontrarla dal vivo, dove accetta il compromesso. La principessa devota ad Apollo, inganna il generale Lampeto e organizza una celebrazione ad Apollo, e di nascosto apre le porte della città, dalle quali entrano in migliaia i Mirmidoni, distruggendo tutto.
Achille uccide Lampeto. Icetaone e Ipsipilo combattono coraggiosamente, ma il Pelide li cattura e li sgozza. Stermina in breve tempo tutta la città e le dà fuoco. 

## Pedasa o Pisidice
Questa piccola parentesi nasce dalla discussione sul personaggio di Pedasa. Infatti alcuni sostengono che Pedasa non sia altro che Pisidice stessa, ma che in epoca più tarda il mito si sia spostato da Monenia a Mithimna, con il cambio di nome della principessa.